# Vertigine di una notte
Vertigine di una notte (La Peur) è un film del 1936 diretto da Victor Tourjansky.

## Produzione
Il film fu prodotto dalla Prociné Standard.

## Distribuzione
Distribuito dalla Standart-Filmverleih, il film uscì nelle sale cinematografiche francesi il 10 aprile 1937. In Finlandia, venne distribuito con il titolo Pelko il 10 gennaio 1937.